# Дедовск (станция)
Де́довск — железнодорожная станция Рижского направления Московской железной дороги в одноимённом городе городского округа Истра Московской области. Входит в Московско-Смоленский центр организации работы железнодорожных станций ДЦС-3 Московской дирекции управления движением. По основному характеру работы является промежуточной, по объёму работы отнесена к 4 классу.
Имеется прямое сообщение на Курское направление МЖД. Пассажирское сообщение осуществляется электропоездами. На запад беспересадочное сообщение осуществляется до станции Шаховская, на восток — до станций Москва-Рижская и Тула-1-Курская. Является конечной станцией для некоторых электропоездов со стороны Москвы, западнее станции есть тупик.
Выходы через турникетные павильоны и подземный переход в центре платформы на улицу Красную, Железнодорожную и привокзальную площадь с торговыми комплексами, остановкой местного автобуса, стоянкой такси.
Пассажирская платформа единственная, островная. Станция относится к 5 тарифной зоне. Время движения с Рижского вокзала — 1 час. Время движения до ближайшей станции метро Волоколамская — 30 минут. Пассажирская платформа оборудована турникетами.
От станции отходит подъездной путь на Дедовский керамический завод ОАО «Сокол».
Ранее была станцией 3 класса.

## Происшествия
28 октября 2014 в 7:50 утра произошло возгорание электропоезда Новоиерусалимская — Серпухов. Локомотивная бригада заметила задымление на крышах предпоследнего вагона. Машинисты сразу же остановили состав вагона. Все пассажиры были эвакуированы.